# Boda de Alfonso XIII con Victoria Eugenia de Battenberg
La boda de Alfonso XIII con Victoria Eugenia de Battenberg se celebró el 31 de mayo de 1906 en la basílica de San Jerónimo de Madrid.

## Historia
Con el objetivo de que la futura reina Victoria Eugenia pudiera contraer matrimonio con Alfonso XIII, primero tuvo que bautizarse (pertenecía a la Iglesia anglicana) y pertenecer a la Iglesia católica, evento que se realizó en el palacio de Miramar de San Sebastián el 7 de marzo de 1906 en una ceremonia privada.

### La ceremonia religiosa
La mañana del 31 de mayo de 1906 la comitiva del Rey partió del Palacio Real de Madrid con cuarenta carrozas de gala, entre las que se encontraba la familia real, las Casas Reales invitadas y veinte grandes de España. Estos últimos habían sido invitados con el único requisito de albergar una carroza de gala, de lo contrario quedarían excluidos. Se consultaron a 54 grandes de España, de los que respondieron afirmativamente una veintena. Aunque es imposible determinar el número de espectadores a la comitiva, el periódico ABC calculó unos 400 000 asistentes, mientras que El Imparcial destacó que 50 000 personas habían llegado en tren a Madrid para el evento.
La gran ceremonia religiosa se celebró en la basílica de San Jerónimo, que comenzó con un poco de retraso debido a la novia, y fue oficiada por el cardenal Ciriaco Sancha, arzobispo de Toledo. Este mandó una carta unos días antes a la Casa Real lamentando el reducido tamaño de la iglesia. Los puestos más privilegiados fueron para los grandes de España, los más cercanos al altar, y los miembros de las casas reales extranjeras, que se encontraban justo detrás de estos. Los padrinos fueron la reina madre María Cristina y el cuñado del rey, el infante Carlos de Borbón-Dos Sicilias. Inmediatamente después el cortejo se trasladó a una instalación contigua a la iglesia, donde fue inscrito el acto en el Registro del Estado Civil de la Familia Real señalándose en él que el enlace había sido comunicado por el rey a las Cortes y que la princesa Victoria contaba con el permiso de su tío Eduardo VII.

#### Atentado de un anarquista

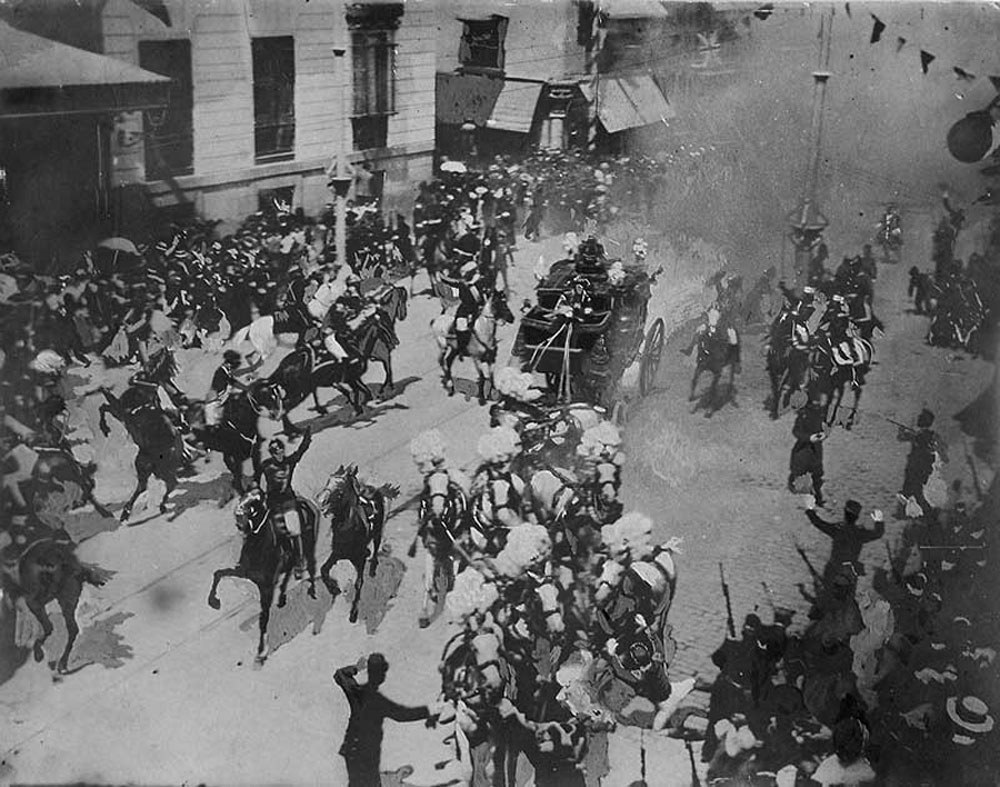
Atentado en la calle Mayor.

A su salida el cortejo nupcial se dirigía al Palacio Real lentamente para que la multitud de personas que había en la calle vieran el maravilloso séquito y el carruaje de caballos blancos donde iban los reyes. Al pasar por el número 88 de la calle Mayor de Madrid la comitiva sufrió un atentado con una bomba camuflada en un ramo de flores tirada desde uno de los balcones. Murieron veintitrés personas entre las que se encontraba la marquesa de Tolosa, hija del marqués de Perales, y su hija, que admiraban el desfile desde un balcón cercano, miembros de la guardia real y personas que admiraban el desfile. La explosión no hirió a los reyes ni a los guardias que iban en la carroza, entre ellos Diego López Peralbo, escolta de la familia real en la fecha. La reina se presentó ante los invitados con el traje manchado de sangre por los muertos que había provocado el atentado. El collar del Toisón de Oro del rey se partió y se le rompió el uniforme a la altura del pecho, ya que un trozo de la bomba entró en la carroza, quedando incrustada en el asiento. Este trozo se lo entregó la reina María Cristina a su cuñada la infanta Paz, quien mandó crear con él una placa votiva para Nuestra Señora de Altötting.
El causante del atentado fue el anarquista Mateo Morral, que fue detenido en Torrejón de Ardoz por un guardia jurado.

### Celebraciones
Ese mismo día, tras el atentado, se canceló la recepción en Palacio, así como el baile que estaba previsto para el día siguiente en señal de duelo. Al día siguiente se celebraron los funerales de la marquesa de Tolosa y de su hija, para lo que el monarca Alfonso XIII mandó como su representante al duque de Santo Mauro, Mariano Fernández de Henestrosa, y Victoria Eugenia al marqués de Aguilar de Campoó, Ventura García-Sancho. Otros nobles acompañaron el cadáver desde el palacio del marqués de Perales hasta el cementerio. A pesar de este funeral, el resto de celebraciones continuaron y el monarca así lo demostró con un paseo por la ciudad en coche descubierto. El día 2 de junio se celebró una corrida de toros, en la que los toreros entraron en carroza de gala a la plaza, acompañando al duque de Alba, Jacobo Fitz-James Stuart y Falcó, el de Medinaceli, Luis Fernández de Córdoba y Salabert, y el de Tovar, Rodrigo Figueroa y Torres. El 4 de junio se celebró una fiesta relacionada con la boda en la residencia de la duquesa de Fernán Núñez, el palacio de Cervellón, a la que asistieron los recién casados y se realizó un gran baile.

## Invitados

### Familia del novio
- La reina María Cristina de Austria, madre del novio
- El infante Carlos de Borbón y Borbón, cuñado del novio
  - El infante Alfonso de Borbón-Dos Sicilias y Borbón (heredero de la Corona), sobrino del novio
  - La infanta Isabel Alfonsa de Borbón, sobrina del novio
- La infanta María Teresa de Borbón, hermana del novio
- El infante Fernando de Baviera, cuñado y primo del novio
- La infanta Isabel de Borbón y Borbón, condesa viuda de Girgenti, tía del novio
- La infanta María de la Paz de Borbón, princesa de Baviera, tía del novio
- El príncipe Luis Fernando de Baviera, esposo de la infanta Paz, tío del novio
  - La princesa Pilar de Baviera, prima del novio
- La infanta Eulalia de Borbón, princesa de Orleáns, tía del novio
  - El infante Alfonso de Orleáns, primo del novio
- El príncipe Alfonso María de Baviera tío segundo del novio
- El príncipe Genaro de Borbón-Dos Sicilias, primo segundo del novio
- El príncipe Raniero de Borbón-Dos Sicilias, primo segundo del novio
- El príncipe Felipe de Borbón-Dos Sicilias, primo segundo del novio

### Familia de la novia
- La princesa Beatriz del Reino Unido, madre de la novia
  - El príncipe Alejandro de Battenberg, hermano de la novia
  - El príncipe Leopoldo de Battenberg, hermano de la novia
  - El príncipe Mauricio de Battenberg, hermano de la novia
- El príncipe y la princesa de Gales, primo y prima política de la novia
- La gran duquesa María Aleksándrovna de Rusia, duquesa viuda de Sajonia-Coburgo-Gotha, tía de la novia
  - La princesa Beatriz de Sajonia-Coburgo-Gotha, prima de la novia
- La princesa Alicia de Albany y el príncipe Alejandro de Teck, prima y primo político de la novia
- La princesa Federica de Hannover y el barón Alphons von Pawel-Rammingen tíos de la novia
- La princesa María Carolina de Battenberg, princesa de Erbach-Schönberg, tía de la novia
  - El príncipe Víctor de Erbach-Schönberg, primo de la novia

### Representantes de las casas reales europeas
- El archiduque Francisco Fernando de Austria, heredero de Austria-Hungría, tío tercero del novio
- El príncipe Luis Felipe, Duque de Braganza, heredero de Portugal, sobrino tercero del novio
- El príncipe Alberto de Bélgica, heredero de Bélgica, tío tercero de la novia.
- El gran duque Vladímir Aleksándrovich de Rusia
- El príncipe príncipe Tomás de Saboya duque de Génova
- La princesa María Isabel de Baviera, duquesa de Génova
- El príncipe Alberto de Prusia, regente de Brunswick
  - El príncipe Federico Enrique de Prusia
- El príncipe Andrés de Grecia, primo político de la novia
- El príncipe Eugenio Napoleón de Suecia, duque de Nericia
- El príncipe Chakrabongse Bhuvanath de Siam
- El príncipe Luis, príncipe heredero de Mónaco

### Misiones extranjeras
- El nuncio apostólico monseñor Aristide Rinaldini (Santa Sede)
- Munir Pachá (Imperio otomano)
- El conde Christian Krag Vind Frijs (Dinamarca)
- El conde Manceau (Países Bajos)
- El barón Federico Webel Jarlsberg (Noruega)
- El conde de Seebach (Sajonia)
- Kaid Cabdur Bel el Bujari (Marruecos), bajá de Tetuán
- Wang-Ta-Sieh (China)
- El general Jean Baptiste Dalstein (Francia)
- El general Isaac Khan (Persia)
- El general Iacob Lahovary (Rumanía)
- El general Ratcho Petroff (Bulgaria)
- El coronel Pedro Suárez (Bolivia)
- El coronel Milovanowitch (Serbia)
- Felipe de Osma y Pardo (Perú)
- Crisanto Medina (Nicaragua)
- Frederick W. Whitridge (Estados Unidos)
- Víctor Manuel Rendón (Ecuador)
- I. Kato Tsuneda (Japón)
- Pedro d'Araujo Beitrao (Brasil)
- Eusebio Machain (Paraguay)
- Felipe Díaz Easo (Colombia)
- Manuel de Peralta y Alfaro (Costa Rica)
- José Carrera (Guatemala)
- Alfredo Mengotti (Suiza)
- Pedro J. Matheo (El Salvador)
- Daniel Muñoz (Uruguay)
- Agustín Edwards Mac-Clure (Chile)
- Cosme de la Torriente (Cuba)
- Francisco A. de Icaza (México)
- Roque Sáenz Peña (Argentina)

### Miembros del Gobierno y de la diplomacia
- Segismundo Moret, presidente del Consejo de Ministros
- Álvaro de Figueroa y Torres, conde de Romanones, ministro de Gobernación
- Juan Manuel Sánchez Gutiérrez de Castro, duque de Almodóvar, ministro de Estado
- Manuel García Prieto, ministro de Gracia y Justicia
- Amós Salvador Rodrigáñez, ministro de Hacienda
- Agustín de Luque y Coca, ministro de Guerra
- Víctor María Concas, ministro de Marina
- Vicente Santamaría de Paredes, ministro de Instrucción Pública y Bellas Artes
- Antonio de Aguilar y Correa, marqués de la Vega de Armijo, presidente del Congreso de los Diputados
- José López Domínguez, presidente del Senado
- Eduardo Martínez del Campo y Acosta, presidente del Tribunal Supremo
- Maurice de Bunsen, embajador británico en Madrid
- Luis Polo de Bernabé, embajador español en Londres

### Miembros del clero
- Ciriaco Sancha y Hervás, arzobispo de Toledo
- José María Martín de Herrera, arzobispo de Santiago de Compostela
- Francisco García y López, arzobispo de Valencia
- Tomás Costa y Fornaguera, arzobispo de Tarragona
- Juan Soldevila, arzobispo de Zaragoza
- Salvador Casañas y Pagés, obispo de Barcelona
- José María Salvador y Barrera, obispo de Madrid-Alcalá
- Benito Murúa y López, obispo de Lugo
- Juan Bautista Benlloch, obispo de Solsona
- Francisco Javier Baztán y Urniza, obispo de Oviedo
- Salvador Castellote y Pinazo, obispo de Jaén
- Toribio Minguella, obispo de Sigüenza
- Ramón Peris Mencheta, obispo de Coria
- Julián Miranda Bistuer, obispo de Segovia
- Julián de Diego y García Alcolea, obispo de Astorga
- Ignacio Montes de Oca y Obregón, obispo de San Luis Potosí
- Robert Brindle, obispo de Nottingham, quien convirtió a la princesa Victoria Eugenia.

### Miembros de la nobleza
- El duque de Sotomayor, jefe superior de Palacio
- El duque de Alba
- El duque de Arión
- La duquesa de Fernán Núñez
- El duque de Híjar
- El duque de Medinaceli
- El duque de Medina Sidonia
- El duque de Villahermosa
- El marqués de la Mina, mayordomo mayor del rey
- La duquesa de la Conquista, camarera mayor de la Reina madre
- La duquesa de San Carlos
- El marqués de Santillana
- La marquesa de Moctezuma
- Los duques de Wellington
- Los marqueses de Londonderry
- Los condes de Shaftesbury
- El príncipe kinsky de Wchinitz y Tettau, adjunto del archiduque Francisco Fernando de Austria
- El vizconde de Asseca, adjunto del príncipe Luis Felipe de Braganza